# ABS 수지
ABS 수지( ──樹脂, ABS resin, acrylonitrile butadiene styrene copolymer)는 아크릴로나이트릴, 뷰타다이엔, 스타이렌의 세 가지 성분으로 이뤄진 스타이렌 수지이다.

## 특성
ABS수지는 내충격성, 내약품성, 내후성 등이 뛰어나고, 특히 사출 성형, 압출 성형 등의 성형성과 착색 등 2차 가공성이 우수하다. 또 다른 수지와의 상용성(相溶性)이 좋고, 염화비닐과 폴리카보네이트 등과의 혼합도 시도된다.
혼성 중합체의 성분 조합이 다르면 제품 성능도 미묘하게 변화하므로 용도에 따라 조합을 바꾼다. 일반적으로 가공하기 쉽고 내충격성(耐衝擊性)이 크며 내열성도 좋다. 폴리에틸렌에 비하여 내열성 80°에 대하여 93°, 내충격성 0.8에 대하여 4.5이다. 내충격성 4.5라는 것은 쇠망치로 때려도 깨지지 않을 정도의 강도이므로 자동차 부품·헬멧·전기기기 부품·방적기계 부품 등 공업용품에 금속 대용으로 사용된다.

## 제조법
스티렌-아크리로니트릴의 공중합체를 SBR과 NBR 같은 고무나 뷰타다이엔과 그래프트 공중합 또는 폴리머 브랜드의 방법으로 제조한다.

## 용도
자동차 부품·헬멧·전기기기 부품·방적기계 부품 등 공업용품부터 완구, 가구, 스포츠 · 자동차 용품, 전자 기기 등 일상생활에 쓰이는 제품까지 다양하게 쓰인다. 특히 도금된 것은 금속 대용품·가전(家電)제품 · 사무용품 · 기구 하우징 등에, ABS 발포재(發砲材)는 합성 목재·목각(木刻) 대용품·가구(家具) 등에 쓰인다. 식품 분야에서는 식품포장보다 식기류나 주스믹서 부품, 보온병, 포트 등의 제조에서 사용된다.

## 분진폭발
ABS 수지는 분진폭발의 위험성이 있다. 해외에서는 ABS 수지를 가공, 포장하는 공장 내 ABS 수지 혼합기 상부의 국소배기장치 내부에 축적된 분진이 정전기 불꽃에 의해 착화되어 폭발한 사례가 있으며, 국내에서도 1989년 ABS 수지를 생산하는 화학공장에서 분진폭발 사고가 발생하여 19명이 사망하고 수십 명의 부상자가 발생한 사례가 있다.

## 같이 보기
- 아크릴로나이트릴
- 뷰타다이엔
- 스타이렌